# Соната для фортепиано № 2 (Шопен)
Соната для фортепиано № 2 си-бемоль минор, ор. 35 — фортепианная соната Фридерика Шопена, закончена в 1839 году, впервые опубликована в 1840 году. 
Наиболее известна её третья часть — траурный марш, написанная ещё в 1837 г. двадцатисемилетним композитором и по трагическим поводам исполняемая как отдельное произведение.

## Описание
Соната состоит из четырёх частей:
I. Grave. Doppio movimento

II. Scherzo

III. Marche funèbre: Lento

IV. Finale: Presto
Р. Шуман назвал эту сонату «четвёркой самых безумных детищ Шопена».
Первая часть открывается кратким вступлением (4 такта), в котором сразу же происходит смена тонического устоя с Des на b. Первая тема (главная партия) идёт в си-бемоль миноре. Р. Шуман писал о ней, что «так может начать только Шопен и только он может так закончить: от диссонансов через диссонансы к диссонансам». Эта тема отличается бурностью и постоянной сменой forte и piano. Затем она повторяется, но со смещёнными акцентами. Вторая тема (побочная партия) на первый взгляд прямо противоположна по содержанию первой, однако можно считать её лишь дополняющей и в некотором роде уравновешивающей патетику первой. Тем выразительнее становится взрыв заключительной партии. Экспозиция, в соответствии с законами сонатной формы, повторяется. Разработка основана по преимуществу на теме главной партии. Вначале тема звучит в нижнем регистре, что придаёт ей чрезвычайно мрачный оттенок. В среднем регистре в это время повторяются мотивы вступления, которые затем переходят в бас, где звучат уже fortissimo. Две эти темы развивают картину драматичной борьбы, рисуемую в сонате. В репризе главная партия пропущена, как это происходит и в других сонатах Шопена. Реприза написана в одноимённом си-бемоль мажоре. В коде вновь появляются в басах фразы главной партии, в то время как в правой руке мощные аккорды устремляются в верхний регистр.
Вторая часть сонаты озаглавлена Шопеном Скерцо и относится к самым драматическим произведениям этого жанра, написанным композитором.
Третья часть как бы стоит в центре всей сонаты. Ю. Хоминьский выразил мнение, что «После героической борьбы похоронный марш является уже, очевидно, последним актом драмы…»
Марш написан в трёхчастной форме. В первом разделе особенно важны равномерные басовые аккорды, подчёркивающиеся пунктирным ритмом верхнего голоса. Считается, что это имитация колокольного звона. Тональное построение третьей части подобно построению первой: b—Des. Средний эпизод можно назвать элегически-кантиленным. А. В. Луначарский писал о марше: «Шествие развёртывается, исполинское и чёрное, длинные вереницы людей с поникшими головами… И вдруг чёрная пелена разрывается. Луч солнца падает сквозь тучи. Что-то зажигается в чёрных глубинах сердца, во что-то ещё верится, какое-то умиление сжимает горло, и почти сладкие слёзы выступают на глазах. Кто-то поёт грустно и просто — она ничего не обещает, она таинственна, эта песня, но она утешает почему-то. Однако клубящиеся громады чёрных туч вновь скрывают беглый луч солнца. И опять, надрываясь, звучит сумрачная и похоронная музыка…»
Финал — это, по выражению А. Г. Рубинштейна, «ночное веяние ветра над гробами на кладбище». Продолжительность исполнения составляет примерно полторы минуты. Оба голоса звучат в унисон. Ритмическое напряжение сочетается здесь с гармоническим, достигаемым применением диссонирующих интервалов и резких модуляционных сдвигов, хотя при этом сохраняется ориентация на тонический устой (если быть точнее, фигурация опирается на звуки последовательных уменьшённых трезвучий). Приблизительно с середины повторяются первые такты. Р. Шумана финал сонаты ошеломил: он писал, что эта часть «лишена мелодии и радости» и даже что это — «не музыка», однако замечал присутствие в ней какого-то «ужасающего духа». Соната кончается мощным аккордом fortissimo сначала в басу, а затем — почти сразу — в верхнем голосе.

## Траурный марш
Под траурный марш из сонаты Шопена хоронили многих известных людей, например, Дж. Кеннеди， Л. И. Брежнева, Елизавету II. Сам Шопен был похоронен на кладбище Пер-Лашез в Париже под звуки своего траурного марша в оркестровке Наполеона Анри Ребера. Другая оркестровка была выполнена в 1933 году Эдуардом Элгаром, и спустя год эта версия впервые была исполнена на похоронах самого Элгара.
В СССР траурный марш Ф. Шопена исполнялся на большинстве правительственных похорон, если не во время траурного шествия, то, по крайней мере, в момент погребения.

## Обработки и цитирование
- Ankhagram «…End of Everything» с альбома «Neverending Sorrow» (2007)
- Atrophy «Beer Bong» с альбома «Socialized Hate» (1988)
- Balrog «Funeral March Of Mankind» с альбома «Kill Yourself» (2001)
- Bathory «Call From The Grave» с альбома «Under the Sign of the Black Mark» (1987) (+ кавер-версия группы Daemonarch на эту песню с альбома «Hermeticum» (1998))
- Candlemass «Marche Funebre» с альбома «Nightfall» (1987)
- Carnivore «Technophobia» с альбома «Retaliation» (1987)
- Die Apokalyptischen Reiter «Human End» с альбома «Soft And Stronger» (1997)
- Grave Digger «Return Of The Reaper» c одноимённого альбома (2014)
- KYPCK «Трос, грузовик и темный балкон» с альбома «Имена на стене» (2014)
- Lethargy Of Death «Death» с альбома «Necrology» (2010)
- Lucifugum «Больше жизни!» с альбома «Клеймо эгоизма» (2002)
- Shining «Through Corridors Of Oppression» с альбома «Split with Dolorian» (2002)
- Somnolent «Marche Funebre» с альбома «Live In Odessa» (2007)
- The Great Kat «Funeral March» с альбома «Beethoven On Speed» (1990)
- Trouble «On Borrowed Time» с альбома «Run To The Light» (1987)
- Until Death Overtakes Me «Marche Funebre» с альбома «Prelude To Monolith» (2003)
- Коррозия Металла «Пятнадцать человек на сундук с мертвецом» с альбома «Russian Vodka» (1989)
- Sopor Aeternus & The Ensemble of Shadows «The Goat» с двойного сингла «The Goat/The Bells Have Stopped Ringing» (2005)
- Nargaroth «Trauermarsch» с альбома «Rasluka Pt. I» (2004)
- Nargaroth «Rasluka» с альбома «Rasluka Pt. I» (2004)
- Absurd «Sadness» с альбома «Sadness (Demo)» (1993)
- The Moon Lay Hidden Beneath A Cloud «17 Untitled» с альбома «Rest On Your Arms Reversed» (1999)
- Тайм-Аут «Опять султан объелся» с альбома «Погоня за длинным рублем» (1999)
- Глеб Самойлоff & The Matrixx «Готика» (2010)
- Army of Lovers «Like A Virgin Sacrified» с альбома «Glory, Glamour and Gold» (1994)
- Merv Griffin «House Of Horrors» (1962). Трек построен на музыкальных темах Похоронного марша и Пляске смерти К. Сен-Санса.
- Tiger Lillies «Crime» с альбома «Brothel In The Cemetery»
- Songs From A Tomb «Mourning» с альбома «Dreams» (2009)
- Сектор Газа «Укус вампира» с альбома «Танцы после порева»
- John Rid «Funeral March» с альбома «Nameless… Completely Lost…»